# Matteo Fedeli
Matteo Fedeli (Milano, 3 luglio 1972) è un violinista e violista italiano.

## Biografia

### Carriera
Inizia la carriera solistica nel 1995. Ha eseguito, suonando la viola, il concerto di Bartòk nella sala Verdi del Conservatorio di Milano, la Sinfonia Concertante di Mozart presso la Sala d'Oro della Società del Giardino e altri brani del repertorio violistico in veste di solista e camerista. Ha eseguito, suonando il violino, i concerti di Goldmark, Tchaikowsky, Mendelsshon, Mozart e Beethoven. Ha collaborato con Rocco Filippini, Orchestra Nazionale del Corpo Italiano di Soccorso dell’Ordine di Malta e Orchestra delle Nazioni Unite di Ginevra. Attualmente con l'orchestra Solo d'Archi Ensemble e il pianista Carlo Balzaretti.
È tra i fondatori dell’Orchestra Nazionale del CISOM e del progetto Suoni d'Autore.
Nel 2011 si è esibito al Teatro Ponchielli di Cremona portando in scena quattro violini Stradivari nella stessa sera, il Cremonese 1715, il Vesuvio, il Re di Prussia e il Sandars con l'adesione di Fondazione Stradivari, Fondazione Stauffer, Consorzio Liutai e ANLAI. Ha suonato al Museo del Violino di Cremona, Duomo e Teatro Farnese di Parma, Teatro Filarmonico di Verona, Duomo di Milano, Teatro "La Fenice" di Venezia, Teatro Olimpico di Vicenza, Museo del Teatro alla Scala di Milano, Teatro del Monaco di Treviso, Teatro Sociale di Como e diverse sale americane tra cui Severance Hall di Cleveland.
È stato protagonista di fronte a 5.000 persone di un grande concerto nel Duomo di Milano (presentato in anteprima alle Nazioni Unite di Ginevra) in occasione del 20º anniversario della scomparsa di Astor Piazzolla. È stato nominato Funzionario per la Cultura negli Stati Uniti d’America per conto del Ministero degli Esteri Italiano. La sua attività è stata patrocinata dal Senato della Repubblica e dal Ministero per i Beni e le Attività Culturali. 

### Strumenti
La missione artistica di Matteo Fedeli è portare la voce degli strumenti dei celebri liutai cremonesi Amati, Stradivari e Guarneri al grande pubblico. Ha suonato più di venti violini Stradivari e attualmente utilizza uno strumento di Pietro Guarneri del 1709.

## Riconoscimenti
- 2004 - Croce pro merito melitensi, Sovrano Militare Ordine di Malta
- 2012 - Cavaliere di Merito con placca, Sacro Militare Ordine Costantiniano di San Giorgio
- 2013 - Paul Harris Fellow, Rotary
- 2016 - Paul Harris Fellow, Rotary
- 2017 - Paul Harris Fellow, Rotary